# Estación Guaraníes
Guaraníes era una estación de ferrocarril ubicada en la localidad de Vera y Pintado, Departamento San Justo, provincia de Santa Fe, Argentina
La estación fue habilitada en 1889 por el Ferrocarril Provincial de Santa Fe con el nombre de Fives Lille. El cambio de nombre al actual ocurrió en 1951.

## Servicios
Era una de las estaciones intermedias del Ramal F del Ferrocarril General Belgrano.